# Traugott Pilf
Traugott Pilf (ps: Friedrich Frohmut, ur. 13 października 1866 w Sickte, zm. we wrześniu 1940 w Wiesbaden) – niemiecki pisarz i lekarz.

## Życiorys
Był synem pastora, który udzielał ślubu Wilhelmowi Raabemu. Studiował na kilku uniwersytetach - w Berlinie, Getyndze, Erlangen, Monachium i Bonn, a w 1893 zaczął pracować jako lekarz wojskowy. Od 1895 do 1903 był lekarzem w Alsleben, a następnie został urzędnikiem sanitarnym w Skokach. W 1908 przeniósł się do Wiesbaden, gdzie był radcą sanitarnym i powiatowym lekarzem. Był przyjacielem takich pisarzy jak Detlev von Liliencron i Richard Dehmel. 

## Dzieła
Wybrane utwory:

- Glück im Vorübergehen, 1905, nowela,
- Doktor Dackels Operationstisch, 1908, opowiadanie,
- Geschichten aus der Ostmark, 1909, nowela w nurcie Ostmarkenliteratur,
- Pastor Köhlers wilde Rosen, 1910, powieść,
- Das bunte Haus, 1910, powieść,
- Ein Reiterlied, 1915, powieść,
- Das Kreutz der Ehre, 1916, nowela,
- Hermann Löns der Dichter, 1917,
- Eulenspiegeleien von Hermann Löns, 1920,
- Aus Heimat u. Harz, 1927, opowiadanie,
- Der heilige Pillendreher, 1927, powieść,
- Dusela - Lieses blaue Augen, 1931, opowiadanie[1].